# Copa do Mundo de Basquetebol Feminino de 2018
A Copa do Mundo de Basquetebol Feminino de 2018 foi a décima oitava edição do principal torneio organizado pela FIBA. Realizada para seleções femininas, a competição esteve sediada no arquipélago de Tenerife, Canárias, Espanha de 22 a 30 de setembro. Esta foi a primeira edição a usar o nome da "Copa do Mundo de Basquetebol Feminino" da FIBA. Após a última edição, a FIBA alterou o nome da competição a fim de alinhar com o da competição masculina correspondente.
Na decisão, os Estados Unidos venceram a Austrália e conquistou seu terceiro campeonato consecutivo, o décimo no geral.

## Sedes
| San Cristóbal de La Laguna                        | Santa Cruz de Tenerife                | San Cristóbal de La LagunaSanta Cruz de Tenerife |
| Tenerife Sports Pavilion Santiago Martin          | Palacio Municipal de Deportes         | San Cristóbal de La LagunaSanta Cruz de Tenerife |
| Fase de grupos, Ronda de qualificação, Fase final | Fase de grupos, Ronda de qualificação | San Cristóbal de La LagunaSanta Cruz de Tenerife |
| Capacidade: 5,100                                 | Capacidade: 3,600                     | San Cristóbal de La LagunaSanta Cruz de Tenerife |

### Escolha da sede
Todo o processo de licitação começou a outubro de 2014, com propostas de duas nações foram submetidas. A 31 de outubro de 2014, confirmaram que Espanha e Israel eram os licitantes. A 16 de dezembro de 2014, anunciaram a Espanha como vencedora da licitação e que sediaria a próxima Copa do Mundo.
| Spain  | 18 |
| Israel | 5  |

## Sorteio
A cerimónia oficial do sorteio decorreu a 6 de fevereiro de 2018, San Cristóbal de La Laguna.
| Pote 1                                                          | Pote 2                                                    | Pote 3                                                  | Pote 4                                                               |
| --------------------------------------------------------------- | --------------------------------------------------------- | ------------------------------------------------------- | -------------------------------------------------------------------- |
| - Estados Unidos (1) - Austrália (4) - Espanha (2) - França (3) | - Bélgica (28) - Grécia (20) - Turquia (7) - Letônia (26) | - Canadá (5) - Argentina (15) - Japão (13) - China (10) | - Porto Rico (22) - Coreia do Sul (16) - Nigéria (34) - Senegal (17) |

## Fase de grupos

### Grupo A
| Pos | Equipe        | J | V | D | GP  | GC  | SG  | Pts | Classificado          |
| --- | ------------- | - | - | - | --- | --- | --- | --- | --------------------- |
| 1   | Canadá        | 3 | 3 | 0 | 234 | 173 | +61 | 6   | Quartos-finais        |
| 2   | França        | 3 | 2 | 1 | 224 | 200 | +24 | 5   | Ronda de qualificação |
| 3   | Grécia        | 3 | 1 | 2 | 179 | 204 | −25 | 4   | Ronda de qualificação |
| 4   | Coreia do Sul | 3 | 0 | 3 | 169 | 229 | −60 | 3   |                       |

### Grupo B
| Pos | Equipe    | J | V | D | GP  | GC  | SG  | Pts | Classificado          |
| --- | --------- | - | - | - | --- | --- | --- | --- | --------------------- |
| 1   | Austrália | 3 | 3 | 0 | 260 | 175 | +85 | 6   | Quartos-finais        |
| 2   | Nigéria   | 3 | 2 | 1 | 217 | 224 | −7  | 5   | Ronda de qualificação |
| 3   | Turquia   | 3 | 1 | 2 | 195 | 201 | −6  | 4   | Ronda de qualificação |
| 4   | Argentina | 3 | 0 | 3 | 150 | 222 | −72 | 3   |                       |

### Grupo C
| Pos | Equipe      | J | V | D | GP  | GC  | SG  | Pts | Classificado          |
| --- | ----------- | - | - | - | --- | --- | --- | --- | --------------------- |
| 1   | Bélgica     | 3 | 2 | 1 | 233 | 176 | +57 | 5   | Quartos-finais        |
| 2   | Espanha (H) | 3 | 2 | 1 | 225 | 196 | +29 | 5   | Ronda de qualificação |
| 3   | Japão       | 3 | 2 | 1 | 217 | 220 | −3  | 5   | Ronda de qualificação |
| 4   | Porto Rico  | 3 | 0 | 3 | 150 | 233 | −83 | 3   |                       |

### Grupo D
| Pos | Equipe         | J | V | D | GP  | GC  | SG  | Pts | Classificado          |
| --- | -------------- | - | - | - | --- | --- | --- | --- | --------------------- |
| 1   | Estados Unidos | 3 | 3 | 0 | 289 | 231 | +58 | 6   | Quartos-finais        |
| 2   | China          | 3 | 2 | 1 | 227 | 227 | 0   | 5   | Ronda de qualificação |
| 3   | Senegal        | 3 | 1 | 2 | 203 | 231 | −28 | 4   | Ronda de qualificação |
| 4   | Letônia        | 3 | 0 | 3 | 206 | 236 | −30 | 3   |                       |

## Fase final

### Ronda de qualificação
China x Japão
- 26 de setembro, 11:30 (UTC+1)

| Equipo | 1  | 2  | 3  | 4  | Pts | Relatório |
| ------ | -- | -- | -- | -- | --- | --------- |
| China  | 19 | 27 | 21 | 20 | 87  | Relatório |
| Japão  | 25 | 19 | 13 | 24 | 81  | Relatório |

Nigéria x Grécia
- 26 de setembro, 14:00 (UTC+1)

| Equipo  | 1  | 2  | 3  | 4  | Pts | Relatório |
| ------- | -- | -- | -- | -- | --- | --------- |
| Nigéria | 15 | 16 | 17 | 9  | 57  | Relatório |
| Grécia  | 15 | 11 | 11 | 19 | 56  | Relatório |

França x Turquia
- 26 de setembro, 17:30 (UTC+1)

| Equipo  | 1  | 2  | 3  | 4  | Pts | Relatório |
| ------- | -- | -- | -- | -- | --- | --------- |
| França  | 19 | 19 | 20 | 20 | 78  | Relatório |
| Turquia | 10 | 17 | 20 | 14 | 61  | Relatório |

Espanha x Senegal
- 26 de setembro, 20:00 (UTC+1)

| Equipo  | 1  | 2  | 3  | 4  | Pts | Relatório |
| ------- | -- | -- | -- | -- | --- | --------- |
| Espanha | 17 | 17 | 12 | 17 | 63  | Relatório |
| Senegal | 18 | 16 | 6  | 8  | 48  | Relatório |

### Quartos-finais
Estados Unidos x Nigéria
- 28 de setembro, 11:30 (UTC+1)

| Equipo         | 1  | 2  | 3  | 4  | Pts | Relatório |
| -------------- | -- | -- | -- | -- | --- | --------- |
| Estados Unidos | 9  | 18 | 19 | 25 | 71  | Relatório |
| Nigéria        | 17 | 6  | 12 | 5  | 40  | Relatório |

Austrália x China
- 28 de setembro, 14:00 (UTC+1)

| Equipo    | 1  | 2  | 3  | 4  | Pts | Relatório |
| --------- | -- | -- | -- | -- | --- | --------- |
| Austrália | 24 | 18 | 19 | 22 | 83  | Relatório |
| China     | 7  | 11 | 16 | 8  | 42  | Relatório |

Bélgica x França
- 28 de setembro, 17:30 (UTC+1)

| Equipo  | 1  | 2  | 3  | 4  | Pts | Relatório |
| ------- | -- | -- | -- | -- | --- | --------- |
| Bélgica | 20 | 33 | 14 | 19 | 86  | Relatório |
| França  | 17 | 14 | 17 | 17 | 65  | Relatório |

Canadá x Espanha
- 28 de setembro, 20:00 (UTC+1)

| Equipo  | 1  | 2  | 3  | 4  | Pts | Relatório |
| ------- | -- | -- | -- | -- | --- | --------- |
| Canadá  | 16 | 11 | 23 | 3  | 53  | Relatório |
| Espanha | 13 | 16 | 18 | 21 | 68  | Relatório |

### Ronda de qualificação 5–8° lugar
França x Nigéria
- 29 de setembro, 11:30 (UTC+1)

| Equipo  | 1  | 2  | 3  | 4  | Pts | Relatório |
| ------- | -- | -- | -- | -- | --- | --------- |
| França  | 18 | 22 | 23 | 21 | 84  | Relatório |
| Nigéria | 20 | 14 | 10 | 18 | 62  | Relatório |

Canadá x China
- 29 de setembro, 14:00 (UTC+1)

| Equipo | 1  | 2  | 3  | 4  | Pts | Relatório |
| ------ | -- | -- | -- | -- | --- | --------- |
| Canadá | 19 | 29 | 14 | 9  | 71  | Relatório |
| China  | 16 | 18 | 24 | 18 | 76  | Relatório |

### Disputa do 7° lugar
- 30 de setembro, 11:30 (UTC+1)

| Equipo  | 1  | 2  | 3  | 4  | Pts | Relatório |
| ------- | -- | -- | -- | -- | --- | --------- |
| Canadá  | 21 | 9  | 19 | 24 | 73  | Relatório |
| Nigéria | 17 | 18 | 19 | 18 | 72  | Relatório |

### Disputa do 5° lugar
- 30 de setembro, 14:00 (UTC+1)

| Equipo | 1  | 2  | 3  | 4  | Pts | Relatório |
| ------ | -- | -- | -- | -- | --- | --------- |
| China  | 27 | 9  | 14 | 17 | 67  | Relatório |
| França | 19 | 18 | 24 | 20 | 81  | Relatório |

### Semi-finais
Bélgica x Estados Unidos
- 29 de setembro, 17:30 (UTC+1)

| Equipo         | 1  | 2  | 3  | 4  | Pts | Relatório |
| -------------- | -- | -- | -- | -- | --- | --------- |
| Bélgica        | 26 | 13 | 18 | 20 | 77  | Relatório |
| Estados Unidos | 21 | 19 | 33 | 20 | 93  | Relatório |

Espanha x Austrália
- 29 de setembro, (UTC+1)

| Equipo    | 1  | 2  | 3  | 4  | Pts | Relatório |
| --------- | -- | -- | -- | -- | --- | --------- |
| Espanha   | 15 | 20 | 23 | 8  | 66  | Relatório |
| Austrália | 23 | 11 | 16 | 22 | 72  | Relatório |

### Disputa do bronze
- 30 de setembro, 17:30 (UTC+1)

| Equipo  | 1  | 2  | 3  | 4  | Pts | Relatório |
| ------- | -- | -- | -- | -- | --- | --------- |
| Espanha | 15 | 17 | 23 | 12 | 67  | Relatório |
| Bélgica | 15 | 12 | 16 | 17 | 60  | Relatório |

### Final
- 30 de setembro, 20:00 (UTC+1)

| Equipo         | 1  | 2  | 3  | 4  | Pts | Relatório |
| -------------- | -- | -- | -- | -- | --- | --------- |
| Austrália      | 15 | 12 | 11 | 18 | 56  | Relatório |
| Estados Unidos | 20 | 15 | 26 | 12 | 73  | Relatório |

### Esquema
|  | Ronda de qualificação | Ronda de qualificação |                |                | Quartos-finais | Quartos-finais |                |                     | Semi-finais         | Semi-finais |  |  | Final | Final |
|  |                       |                       |                |                |                |                |                |                     |                     |             |  |  |       |       |
|  |                       |                       |                |                | 28 de setembro |                |                |                     |                     |             |  |  |       |       |
|  | 26 de setembro        |                       |                |                |                |                |                |                     |                     |             |  |  |       |       |
|  | Canadá                | 53                    |                |                |                |                |                |                     |                     |             |  |  |       |       |
|  | Canadá                | 53                    | Espanha        | 63             | 29 de setembro | 29 de setembro |                |                     |                     |             |  |  |       |       |
|  |                       | Espanha               | Espanha        | 63             | 29 de setembro | 29 de setembro | 68             |                     |                     |             |  |  |       |       |
|  | Senegal               | Espanha               | 48             |                | Espanha        | 66             | 68             |                     |                     |             |  |  |       |       |
|  | Senegal               | 28 de setembro        | 48             |                | Espanha        | 66             |                |                     |                     |             |  |  |       |       |
|  | 26 de setembro        | 26 de setembro        |                | Austrália      | 72             |                |                |                     |                     |             |  |  |       |       |
|  | 26 de setembro        | 26 de setembro        | Austrália      | Austrália      | 72             | 83             |                |                     |                     |             |  |  |       |       |
|  | China                 | 87                    | Austrália      |                |                | 83             | 30 de setembro | 30 de setembro      |                     |             |  |  |       |       |
|  | China                 | 87                    |                | China          | 42             |                | 30 de setembro | 30 de setembro      |                     |             |  |  |       |       |
|  | Japão                 | 81                    |                | China          | 42             | Austrália      | 56             |                     |                     |             |  |  |       |       |
|  | Japão                 | 81                    | 28 de setembro |                |                | Austrália      | 56             |                     |                     |             |  |  |       |       |
|  | 26 de setembro        | 26 de setembro        |                | Estados Unidos | 73             |                |                |                     |                     |             |  |  |       |       |
|  | 26 de setembro        | 26 de setembro        | Bélgica        | Estados Unidos | 73             | 86             |                |                     |                     |             |  |  |       |       |
|  | França                | 78                    | Bélgica        | 29 de setembro | 29 de setembro | 86             |                |                     |                     |             |  |  |       |       |
|  | França                | 78                    |                | 29 de setembro | 29 de setembro | França         | 65             |                     |                     |             |  |  |       |       |
|  | Turquia               | 61                    |                | Bélgica        | 77             | França         | 65             | Disputa do 3º lugar | Disputa do 3º lugar |             |  |  |       |       |
|  | Turquia               | 61                    | 28 de setembro | Bélgica        | 77             |                |                | Disputa do 3º lugar | Disputa do 3º lugar |             |  |  |       |       |
|  | 26 de setembro        | 26 de setembro        |                | Estados Unidos | 93             |                | 30 de setembro | 30 de setembro      |                     |             |  |  |       |       |
|  | 26 de setembro        | 26 de setembro        | Estados Unidos | Estados Unidos | 93             | 71             | 30 de setembro | 30 de setembro      |                     |             |  |  |       |       |
|  | Nigéria               | 57                    | Estados Unidos |                |                | 71             | Espanha        | 67                  |                     |             |  |  |       |       |
|  | Nigéria               | 57                    |                | Nigéria        | 40             |                | Espanha        | 67                  |                     |             |  |  |       |       |
|  | Grécia                | 56                    |                | Nigéria        | 40             | Bélgica        | 60             |                     |                     |             |  |  |       |       |
|  | Grécia                | 56                    |                |                |                | Bélgica        | 60             |                     |                     |             |  |  |       |       |

#### Disputa 5–8° lugar
|  | Ronda de qualificação 5–8° lugar | Ronda de qualificação 5–8° lugar |    |                | Disputa do 5° lugar | Disputa do 5° lugar |  |
|  |                                  |                                  |    |                |                     |                     |  |
|  | 29 de setembro                   |                                  |    |                |                     |                     |  |
|  | Canadá                           | 71                               |    |                |                     |                     |  |
|  | China                            | 76                               |    |                |                     |                     |  |
|  |                                  |                                  |    |                |                     |                     |  |
|  |                                  |                                  |    |                | 30 de setembro      |                     |  |
|  |                                  |                                  |    |                | China               | 67                  |  |
|  |                                  | França                           | 81 |                |                     |                     |  |
|  |                                  |                                  |    |                |                     |                     |  |
|  |                                  |                                  |    |                |                     |                     |  |
|  |                                  |                                  |    |                | Disputa do 7° lugar |                     |  |
|  | 29 de setembro                   | 29 de setembro                   |    | 30 de setembro | 30 de setembro      |                     |  |
|  | França                           | 84                               |    | Canadá         | 73                  |                     |  |
|  | Nigéria                          | 62                               |    |                | Nigéria             | 72                  |  |

## Classificação final
| #                                   | Equipo         | PJ | V | D | PP  | PC  | PD   | Fase de grupos | Fase de grupos | Fase de grupos | Fase de grupos | Ranking da FIBA | Ranking da FIBA | Ranking da FIBA |
| #                                   | Equipo         | PJ | V | D | PP  | PC  | PD   | Grp            | Posição        | V–D            | GA             | Antes           | Depois          | +/−             |
| ----------------------------------- | -------------- | -- | - | - | --- | --- | ---- | -------------- | -------------- | -------------- | -------------- | --------------- | --------------- | --------------- |
| 1                                   | Estados Unidos | 6  | 6 | 0 | 526 | 404 | +122 | D              | Não participou | Não participou | Não participou | 1               | 1               | Estável         |
| 2                                   | Austrália      | 6  | 5 | 1 | 471 | 356 | +115 | B              | Não participou | Não participou | Não participou | 4               | 3               | 1               |
| 3                                   | Espanha        | 7  | 5 | 2 | 489 | 429 | +60  | C              | Não participou | Não participou | Não participou | 2               | 2               | Estável         |
| 4                                   | Bélgica        | 6  | 3 | 3 | 456 | 401 | +55  | C              | Não participou | Não participou | Não participou | 28              | 16              | 12              |
| Eliminados nos quartos-finais       |                |    |   |   |     |     |      |                |                |                |                |                 |                 |                 |
| 5                                   | França         | 7  | 5 | 2 | 532 | 476 | +56  | A              | Não participou | Não participou | Não participou | 3               | 4               | 1               |
| 6                                   | China          | 7  | 4 | 3 | 499 | 543 | –44  | D              | Não participou | Não participou | Não participou | 10              | 7               | 3               |
| 7                                   | Canadá         | 6  | 4 | 2 | 431 | 389 | +42  | A              | Não participou | Não participou | Não participou | 5               | 5               | Estável         |
| 8                                   | Nigéria        | 7  | 3 | 4 | 448 | 508 | –60  | B              | Não participou | Não participou | Não participou | 34              | 19              | 15              |
| Eliminados na ronda de qualificação |                |    |   |   |     |     |      |                |                |                |                |                 |                 |                 |
| 9                                   | Japão          | 4  | 2 | 2 | 298 | 307 | –9   | B              | 3°             | 2–1            | 0.723          | 13              | 10              | 3               |
| 10                                  | Turquia        | 4  | 1 | 3 | 256 | 279 | –23  | B              | 3°             | 1–2            | 0.650          | 7               | 6               | 1               |
| 11                                  | Grécia         | 4  | 1 | 3 | 235 | 261 | –26  | A              | 3°             | 1–2            | 0.597          | 20              | 23              | 3               |
| 12                                  | Senegal        | 4  | 1 | 3 | 251 | 294 | –43  | D              | 3°             | 1–2            | 0.677          | 17              | 17              | Estável         |
| Eliminados na fase de grupos        |                |    |   |   |     |     |      |                |                |                |                |                 |                 |                 |
| 13                                  | Letônia        | 3  | 0 | 3 | 206 | 236 | −30  | D              | 4°             | 0–3            | 0.687          | 26              | 24              | 2               |
| 14t                                 | Coreia do Sul  | 3  | 0 | 3 | 169 | 229 | −60  | A              | 4°             | 0–3            | 0.563          | 16              | 18              | 2               |
| 15                                  | Argentina      | 3  | 0 | 3 | 150 | 222 | −72  | B              | 4°             | 0–3            | 0.500          | 15              | 15              | Estável         |
| 16                                  | Porto Rico     | 3  | 0 | 3 | 150 | 239 | −89  | C              | 4°             | 0–3            | 0.500          | 22              | 22              | Estável         |

|  | Qualificado para o Jogos Olímpicos de Verão de 2020 |